# مانوكود جعدي التاج
مانوكود جعدي التاج (الاسم العلمي: )، نوع من المانوكود وفصيلة طائر الجنة. موطنه في غينيا الجديدة.

## أصل التسمية
قام عالم الحيوان البريطاني فيليب سكويتر بتسمية هذا النوع (الاسم العلمي) على اسم الدكتور بيتر كومري، الذي اكتشف الطائر في جزيرة فيرغسون في عام 1874.